# 2016 في سريلانكا
فيما يلي قوائم الأحداث التي وقعت خلال عام 2016 في سريلانكا.

## سياسة

### انتهاء فترة المنصب
- 19 يناير – عبد الرؤوف عبد الحفيظ عضو برلمان سريلانكا.

## رياضة
- 1 يناير – سريلانكا في الألعاب الأولمبية الصيفية 2016

## وفيات

### نوفمبر
- 5 نوفمبر – جون كارسون (مواليد 1927) ممثل بريطاني.